# Хольцкирхен (Верхняя Бавария)
Хольцкирхен (нем. Holzkirchen) — община в Германии, курорт, расположен в земле Бавария.
Подчиняется административному округу Верхняя Бавария. Входит в состав района Мисбах. Население составляет 15 584 человека (на 31 декабря 2010 года). Занимает площадь 48,33 км².
Община подразделяется на 35 сельских округов.